# 2014-es magyarországi önkormányzati választás
A 2014-es magyarországi önkormányzati választást 2014. október 12-én (vasárnap) tartották. Ez volt az első olyan önkormányzati választás Magyarországon, melyet az új Alaptörvény szerint tartottak. A képviselőket és polgármestereket – a rendszerváltás óta először – 5 évre választották.

## Választási rendszer
Az önkormányzati választáson a megyei és helyi önkormányzati képviselőket, a polgármestereket és a főpolgármestert, valamint a nemzetiségi önkormányzati képviselőket választják meg. A helyi önkormányzati választás jelentőségét növeli, hogy Magyarországon összesen közel 3200 települési és megyei önkormányzat működik. Mintegy kilenc millió választó dönt arról, hogy – a polgármesterekkel együtt – az elkövetkezendő öt évben ki lesz az a több mint 16 000 képviselő, és a mögöttük álló politikai erők, akik meghatározzák és befolyásolják az egyes községek, városok, megyék és a főváros helyi közérdekű ügyeit, működését, gazdálkodást – rövid és hosszú távú jövőjét.
A megyei és helyi (települési) önkormányzati választáson azok választhattak, akiknek az adott településen/megyében volt az állandó lakcímük. A magyar állampolgárság nem volt feltétel, de ez esetben regisztrálni kellett. Nem volt választójoga annak, akit a bíróság bűncselekmény elkövetése vagy belátási képesség korlátozottsága miatt kizárt ebből a jogból. Szintén feltétel volt a nagykorúság (betöltött 18. életév, illetve 16. életév feletti házas, vagy elvált személy). A nemzetiségi önkormányzati választáson az szavazhatott, aki megadott határidőig az adott nemzetiséghez tartozónak vallotta magát.
A választáson mindazok választhatóak voltak, akik választójoggal rendelkeztek, továbbá a külföldön élő magyar állampolgárok is elindulhattak a választáson; a helyben lakás nem volt feltétel.

### A megyei közgyűlés választása
Mind a 19 megyében egyfordulós, listás választás zajlott, a megszerezhető mandátumok száma a megye lakosságszámától függött. Az a párt(szövetség) állíthatott listát, amely a megyei közgyűlési választópolgárok 0,5%-ának megfelelő ajánlást össze tudott gyűjteni. A mandátumkiosztás az ún. D’Hondt-módszerrel történt; de csak azok a pártok kaphattak mandátumot, amelyek a szavazatok 5%-át (kettőnél 10%, háromnál vagy többnél 15%-át) elérték. A megyei jogú városok a választás szempontjából nem képezték a megye részét.

### A települési önkormányzati választás
A közgyűlés választásának szabályai attól függtek, hogy a település lakossága meghaladta-e a 10 000-et. A képviselő-testület létszáma itt is a település lakosságszámától függött. A polgármesterek, akiket minden településen külön választottak meg, tagja és egyben vezetője is lett a helyi közgyűlésnek, képviselő-testületnek.
Települések tízezer lakóig
| Lakó           | Képviselő |
| -------------- | --------- |
| 1 – 100        | 2         |
| 101 – 1 000    | 4         |
| 1 001 – 5 000  | 6         |
| 5 001 – 10 000 | 8         |

Az ilyen települések mindegyike egy választókerületet alkotott. Jelölt az lehetett, akit a választók legalább 1%-a ajánlott. Szavazáskor az összes jelölt neve egy közös szavazólapon szerepelt, a választópolgár pedig legfeljebb annyi jelöltre szavazhatott, mint ahány fős a képviselő-testület. Érvényesek voltak azok a szavazólapok is, amelyeken ennél kevesebb jelölt neve mellé tettek a szavazók X-et (vagy keresztet). A képviselők a legtöbb szavazatot kapó jelöltek lettek.
Települések tízezer lakó fölött
Az ilyen településeket egyéni választókerületekre osztották fel (számukat törvény határozza meg), a körzetben – ahol a jelöltséghez a lakosság 1%-ának ajánlása kellett – a legtöbb szavazatot kapó jelölt lett a képviselő. A képviselővé nem vált jelöltek szavazatait pártonként összeadták (feltéve, hogy a párt a körzetek legalább felében állított jelöltet), és a Sainte-Laguë-módszerrel kiosztották róla a törvényben meghatározott mandátumszámot. Csak az a lista kaphatott mandátumot, amelyik a kompenzációs szavazatok számának [csak a listát állító pártokét összeadva] az 5%-át elérte. Az 5%-os küszöb két jelölő szervezet közös listájánál 10%-ra, három vagy több esetén pedig 15%-ra nőtt.
| Lakosság         | Képviselői helyek                         | Képviselői helyek                        | Képviselői helyek |
| Lakosság         | Egyéni                                    | Kompenzációs                             | Összesen          |
| ---------------- | ----------------------------------------- | ---------------------------------------- | ----------------- |
| 10 001 – 25 000  | 8                                         | 3                                        | 11                |
| 25 001 – 50 000  | 10                                        | 4                                        | 14                |
| 51 001 – 75 000  | 12                                        | 5                                        | 17                |
| 75 001 – 100 000 | 14                                        | 6                                        | 20                |
| 100 000 felett   | 14, és minden további 10 000 lakó után +1 | 6, és minden további 25 000 lakó után +1 |                   |

### A polgármester-választás
A polgármesteri választás egyfordulós volt, jelöltté váláshoz jogszabályokban megszabott számú ajánlás kellett: a 10 000 vagy annál kevesebb lakosú településeken a választópolgárok legalább 3%-ától, a 10 000 lakost meghaladó, de 100 000 vagy annál kevesebb lakosú település esetén legalább 300 választópolgártól, míg a 100 000-nél több lakosú település esetén legalább 500 választópolgártól kellett ehhez ajánlást szerezni. A polgármester a legtöbb szavazatot kapó jelölt lett.

### Budapest
Budapesten a választók kerületi képviselő-testületet és polgármestert, valamint főpolgármestert választottak. A kerületi választási rendszer azonos volt a településivel, beleértve a polgármesterek megválasztását is. Főpolgármester az lett, aki a legtöbb szavazatot kapta; a jelöltté váláshoz azonban 5000 ajánlás volt szükséges. A választás eredményeként felállt fővárosi közgyűlés tagjai – a magyarországi választástörténetben először – a huszonhárom kerület polgármesterei, kilenc kompenzációs listás jelölt, valamint a főpolgármester lettek. A kompenzációs listánál a kerületi polgármesterjelöltekre leadott szavazatokat vették figyelembe (a mandátumot nem kapó jelöltek szavazatait adták össze, amennyiben párt a kerületek legalább felében – 12 – tudott jelöltet állítani), majd d’Hondt-módszerrel osztották ki a mandátumokat.

### Határidők
A választópolgárok a névjegyzékbe történt felvételükről augusztus 15. után kaptak értesítést, az ajánlóívekre az aláírásgyűjtés augusztus 25-én indult. A hivatalos kampány a választást megelőző 50. napon, augusztus 23-án kezdődött és a szavazás napján 19 óráig tarthatott. A képviselőjelöltek, a polgármesterjelöltek és a főpolgármester-jelöltek szeptember 8-án 16 óráig adhatták le ajánlóíveken összegyűjtött ajánlásaikat.

### Önkormányzatok és polgárok száma
Magyarország 2014-ben húsz területi és 3 177 települési önkormányzatra oszlott.
A települési önkormányzatok döntő többsége – több mint háromezer – kistelepülési, azaz legfeljebb 10 ezer lakóval bíró volt. A középvárosok sorába azok a települések tartoztak, amelyek lakóinak száma meghaladta a 10 ezer főt, de nem rendelkeztek megyei jogú városi címmel. Ezek száma 123 volt. A nagyvárosi önkormányzatok közé a 23 megyei jogú város és a 23 fővárosi kerület tartozott.
Területi önkormányzattal a 19 megye és a főváros rendelkezett.
Különleges helyzetben voltak a megyei jogú városok. Nem tartoztak a megyei önkormányzat joghatósága alá, mivel egyszerre láttak települési és területi önkormányzati feladatokat. Ennek megfelelően polgáraik nem is vettek részt a megyei önkormányzatok megválasztásában.
| Települési önkormányzatok | kistelepülési 10 ezer lakóig | középvárosi 10 ezer lakó fölött | nagyvárosi        | nagyvárosi       | Összesen  |           |
| Települési önkormányzatok | kistelepülési 10 ezer lakóig | középvárosi 10 ezer lakó fölött | megyei jogú város | fővárosi kerület | Összesen  |           |
| ------------------------- | ---------------------------- | ------------------------------- | ----------------- | ---------------- | --------- | --------- |
| Önkormányzat              | 3 008                        | 123                             | 23                | 23               | 3 177     |           |
| Választópolgár            | 3 303 100                    | 1 818 023                       | 3 049 290         | 3 049 290        | 8 170 413 |           |
| Területi önkormányzatok   | megyék                       | megyék                          |                   | főváros          | Összesen  |           |
| Önkormányzat              | 19                           | 19                              | –                 | 1                | 20        |           |
| Választópolgár            | 5 121 123                    | 5 121 123                       | 0–0               | 1 402 371        | 6 523 494 | 6 523 494 |
|                           |                              |                                 |                   |                  |           |           |

| Önkormányzatok száma országrészenként | Önkormányzatok száma országrészenként | Önkormányzatok száma országrészenként | Önkormányzatok száma országrészenként           | Önkormányzatok száma országrészenként           | Önkormányzatok száma országrészenként | Önkormányzatok száma országrészenként | Önkormányzatok száma országrészenként | Önkormányzatok száma országrészenként | Önkormányzatok száma országrészenként |
| Országrész                            |                                       | Települési önkormányzat               | Települési önkormányzat                         | Települési önkormányzat                         | Települési önkormányzat               | Települési önkormányzat               |                                       | Területi önkormányzat megye / főváros | Területi önkormányzat megye / főváros |
| Országrész                            | kistelepülési 10 ezer lakóig          | középvárosi 10 ezer lakó fölött       | nagyvárosi megyei jogú város / fővárosi kerület | nagyvárosi megyei jogú város / fővárosi kerület | Összesen                              |                                       |                                       | Területi önkormányzat megye / főváros | Területi önkormányzat megye / főváros |
| ------------------------------------- | ------------------------------------- | ------------------------------------- | ----------------------------------------------- | ----------------------------------------------- | ------------------------------------- | ------------------------------------- | ------------------------------------- | ------------------------------------- | ------------------------------------- |
| Alföld és Észak                       |                                       | 1 192                                 | 51                                              | 10                                              | 10                                    | 1 253                                 |                                       | 9                                     | 9                                     |
| Dunántúl                              | 1 668                                 | 34                                    | 12                                              | 12                                              | 1 714                                 | 9                                     | 9                                     |                                       |                                       |
| Közép-Magyarország                    | 148                                   | 38                                    | 1                                               | 23                                              | 210                                   | 1                                     | 1                                     |                                       |                                       |
| Összesen                              |                                       | 3 008                                 | 123                                             | 46                                              | 46                                    | 3 177                                 |                                       | 20                                    | 20                                    |

| Választópolgárok száma országrészenként | Választópolgárok száma országrészenként | Választópolgárok száma országrészenként | Választópolgárok száma országrészenként         | Választópolgárok száma országrészenként | Választópolgárok száma országrészenként | Választópolgárok száma országrészenként | Választópolgárok száma országrészenként |
| Országrész                              |                                         | Települési önkormányzat                 | Települési önkormányzat                         | Települési önkormányzat                 | Települési önkormányzat                 |                                         | Területi önkormányzat megye / főváros   |
| Országrész                              | kistelepülési 10 ezer lakóig            | középvárosi 10 ezer lakó fölött         | nagyvárosi megyei jogú város / fővárosi kerület | Összesen                                |                                         |                                         | Területi önkormányzat megye / főváros   |
| --------------------------------------- | --------------------------------------- | --------------------------------------- | ----------------------------------------------- | --------------------------------------- | --------------------------------------- | --------------------------------------- | --------------------------------------- |
| Alföld és Észak                         |                                         | 1 641 270                               | 775 911                                         | 852 037                                 | 3 269 218                               |                                         | 2 417 181                               |
| Dunántúl                                | 1 281 386                               | 477 755                                 | 742 069                                         | 2 501 210                               | 1 759 141                               |                                         |                                         |
| Közép-Magyarország                      | 380 444                                 | 564 357                                 | 1 455 184                                       | 2 399 985                               | 2 347 172                               |                                         |                                         |
| Összesen                                |                                         | 3 303 100                               | 1 818 023                                       | 3 049 290                               | 8 170 413                               |                                         | 6 523 494                               |

| Önkormányzatok és választópolgárok területi bontásban | Önkormányzatok és választópolgárok területi bontásban | Önkormányzatok és választópolgárok területi bontásban | Önkormányzatok és választópolgárok területi bontásban | Önkormányzatok és választópolgárok területi bontásban | Önkormányzatok és választópolgárok területi bontásban | Önkormányzatok és választópolgárok területi bontásban | Önkormányzatok és választópolgárok területi bontásban | Önkormányzatok és választópolgárok területi bontásban | Önkormányzatok és választópolgárok területi bontásban | Önkormányzatok és választópolgárok területi bontásban | Önkormányzatok és választópolgárok területi bontásban | Önkormányzatok és választópolgárok területi bontásban |
| Megye / főváros                                       |                                                       | Települési önkormányzat                               | Települési önkormányzat                               | Települési önkormányzat                               | Települési önkormányzat                               | Települési önkormányzat                               | Települési önkormányzat                               | Települési önkormányzat                               | Települési önkormányzat                               |                                                       | Területi önkormányzat megye / főváros                 | Területi önkormányzat megye / főváros                 |
| Megye / főváros                                       | kistelepülési 10 ezer lakóig                          | kistelepülési 10 ezer lakóig                          | középvárosi 10 ezer lakó fölött                       | középvárosi 10 ezer lakó fölött                       | nagyvárosi megyei jogú város / fővárosi kerület       | nagyvárosi megyei jogú város / fővárosi kerület       | Összesen                                              | Összesen                                              |                                                       |                                                       | Területi önkormányzat megye / főváros                 | Területi önkormányzat megye / főváros                 |
| Megye / főváros                                       | önk.                                                  | polg.                                                 | önk.                                                  | polg.                                                 | önk.                                                  | polg.                                                 | önk.                                                  | polg.                                                 | önk.                                                  | polg.                                                 |                                                       |                                                       |
| ----------------------------------------------------- | ----------------------------------------------------- | ----------------------------------------------------- | ----------------------------------------------------- | ----------------------------------------------------- | ----------------------------------------------------- | ----------------------------------------------------- | ----------------------------------------------------- | ----------------------------------------------------- | ----------------------------------------------------- | ----------------------------------------------------- | ----------------------------------------------------- | ----------------------------------------------------- |
|                                                       |                                                       |                                                       |                                                       |                                                       |                                                       |                                                       |                                                       |                                                       |                                                       |                                                       |                                                       |                                                       |
| Bács-Kiskun                                           |                                                       | 110                                                   | 210 111                                               | 8                                                     | 134 422                                               | 1                                                     | 90 532                                                | 119                                                   | 435 065                                               |                                                       | 1                                                     | 344 533                                               |
| Békés                                                 | 67                                                    | 139 708                                               | 7                                                     | 109 858                                               | 1                                                     | 51 521                                                | 75                                                    | 301 087                                               | 1                                                     | 249 566                                               |                                                       |                                                       |
| Borsod-Abaúj-Zemplén                                  | 349                                                   | 297 730                                               | 8                                                     | 122 750                                               | 1                                                     | 133 703                                               | 358                                                   | 554 183                                               | 1                                                     | 420 480                                               |                                                       |                                                       |
| Csongrád                                              | 55                                                    | 113 136                                               | 3                                                     | 57 403                                                | 2                                                     | 175 200                                               | 60                                                    | 345 739                                               | 1                                                     | 170 539                                               |                                                       |                                                       |
| Hajdú-Bihar                                           | 73                                                    | 154 832                                               | 8                                                     | 118 148                                               | 1                                                     | 167 577                                               | 82                                                    | 440 557                                               | 1                                                     | 272 980                                               |                                                       |                                                       |
| Heves                                                 | 117                                                   | 154 524                                               | 3                                                     | 51 657                                                | 1                                                     | 45 039                                                | 121                                                   | 251 220                                               | 1                                                     | 206 181                                               |                                                       |                                                       |
| Jász-Nagykun-Szolnok                                  | 70                                                    | 159 172                                               | 7                                                     | 99 158                                                | 1                                                     | 60 237                                                | 78                                                    | 318 567                                               | 1                                                     | 258 330                                               |                                                       |                                                       |
| Nógrád                                                | 128                                                   | 110 624                                               | 2                                                     | 23 854                                                | 1                                                     | 31 365                                                | 131                                                   | 165 843                                               | 1                                                     | 134 478                                               |                                                       |                                                       |
| Szabolcs-Szatmár-Bereg                                | 223                                                   | 301 433                                               | 5                                                     | 58 661                                                | 1                                                     | 96 863                                                | 229                                                   | 456 957                                               | 1                                                     | 360 094                                               |                                                       |                                                       |
| Alföld és Észak                                       |                                                       | 1 192                                                 | 1 641 270                                             | 51                                                    | 775 911                                               | 10                                                    | 852 037                                               | 1 253                                                 | 3 269 218                                             |                                                       | 9                                                     | 2 417 181                                             |
|                                                       |                                                       |                                                       |                                                       |                                                       |                                                       |                                                       |                                                       |                                                       |                                                       |                                                       |                                                       |                                                       |
| Baranya                                               |                                                       | 296                                                   | 141 691                                               | 4                                                     | 54 760                                                | 1                                                     | 125 606                                               | 301                                                   | 322 057                                               |                                                       | 1                                                     | 196 451                                               |
| Fejér                                                 | 102                                                   | 187 266                                               | 4                                                     | 39 913                                                | 2                                                     | 123 023                                               | 108                                                   | 350 202                                               | 1                                                     | 227 179                                               |                                                       |                                                       |
| Győr-Moson-Sopron                                     | 178                                                   | 172 233                                               | 3                                                     | 43 998                                                | 2                                                     | 152 421                                               | 183                                                   | 368 652                                               | 1                                                     | 216 231                                               |                                                       |                                                       |
| Komárom-Esztergom                                     | 70                                                    | 111 570                                               | 5                                                     | 85 046                                                | 1                                                     | 56 914                                                | 76                                                    | 253 530                                               | 1                                                     | 196 616                                               |                                                       |                                                       |
| Somogy                                                | 241                                                   | 163 142                                               | 4                                                     | 49 417                                                | 1                                                     | 53 824                                                | 246                                                   | 266 383                                               | 1                                                     | 212 559                                               |                                                       |                                                       |
| Tolna                                                 | 104                                                   | 111 079                                               | 4                                                     | 53 427                                                | 1                                                     | 28 211                                                | 109                                                   | 192 717                                               | 1                                                     | 164 506                                               |                                                       |                                                       |
| Vas                                                   | 211                                                   | 108 001                                               | 4                                                     | 40 748                                                | 1                                                     | 64 458                                                | 216                                                   | 213 207                                               | 1                                                     | 148 749                                               |                                                       |                                                       |
| Veszprém                                              | 211                                                   | 154 743                                               | 5                                                     | 93 495                                                | 1                                                     | 47 653                                                | 217                                                   | 295 891                                               | 1                                                     | 248 238                                               |                                                       |                                                       |
| Zala                                                  | 255                                                   | 131 694                                               | 1                                                     | 16 918                                                | 2                                                     | 89 959                                                | 258                                                   | 238 571                                               | 1                                                     | 148 612                                               |                                                       |                                                       |
| Dunántúl                                              |                                                       | 1 668                                                 | 1 281 386                                             | 34                                                    | 477 755                                               | 12                                                    | 742 069                                               | 1 714                                                 | 2 501 210                                             |                                                       | 9                                                     | 1 759 141                                             |
|                                                       |                                                       |                                                       |                                                       |                                                       |                                                       |                                                       |                                                       |                                                       |                                                       |                                                       |                                                       |                                                       |
| Pest                                                  |                                                       | 148                                                   | 380 444                                               | 38                                                    | 564 357                                               | 1                                                     | 52 813                                                | 187                                                   | 997 614                                               |                                                       | 1                                                     | 944 801                                               |
| Budapest                                              | 0                                                     | 0                                                     | 0                                                     | 0                                                     | 23                                                    | 1 402 371                                             | 23                                                    | 1 402 371                                             | 1                                                     | 1 402 371                                             |                                                       |                                                       |
| Közép-Magyarország                                    |                                                       | 148                                                   | 380 444                                               | 38                                                    | 564 357                                               | 24                                                    | 1 455 184                                             | 210                                                   | 2 399 985                                             |                                                       | 2                                                     | 2 347 172                                             |
|                                                       |                                                       |                                                       |                                                       |                                                       |                                                       |                                                       |                                                       |                                                       |                                                       |                                                       |                                                       |                                                       |
| Összesen                                              |                                                       | 3 008                                                 | 3 303 100                                             | 123                                                   | 1 818 023                                             | 46                                                    | 3 049 290                                             | 3 177                                                 | 8 170 413                                             |                                                       | 20                                                    | 6 523 494                                             |

## Jelöltek

### Országosan
Országos áttekintés a jelöltállításról:
| Jelöltek                   | Független | Szervezet által állított | Szervezet által állított | Összesen |
| Jelöltek                   | Független | önálló                   | közös                    | Összesen |
| -------------------------- | --------- | ------------------------ | ------------------------ | -------- |
| Polgármester               | 6 506     | 661                      | 975                      | 8 142    |
| Egyéni listás              | 31 133    | 1 979                    | 2 802                    | 35 914   |
| Egyéni választókerületi    | 759       | 4 834                    | 2 709                    | 8 302    |
| Települési kompenz. listán | –         | 4 164                    | 2 934                    | 7 098    |
| Összesen                   | 38 398    | 11 638                   | 9 420                    | 59 456   |

### Főpolgármester-jelöltek
Budapest főpolgármester-jelöltjei és az előzetes közvélemény-kutatási adatok (az összes megkérdezett körében):
| Jelölt neve                        | Jelölő csoport                     | Közvélemény-kutatási adatok  | Közvélemény-kutatási adatok | Közvélemény-kutatási adatok | Közvélemény-kutatási adatok |
| ---------------------------------- | ---------------------------------- | ---------------------------- | --------------------------- | --------------------------- | --------------------------- |
| Jelölt neve                        | Jelölő csoport                     | E-benchmark (08.30 – 09.04.) | Nézőpont (09.07-17.)        | Medián (09. 22–26.)         | Ipsos (10. 01–07.)          |
| Bodnár Zoltán                      | MLP                                | 0%                           | –                           | –                           | –                           |
| Bokros Lajos                       | MOMA                               | 8%                           | 12%                         | 5%                          | 14%                         |
| Csárdi Antal                       | LMP                                | 1%                           | 3%                          | 2%                          | 7%                          |
| Staudt Gábor                       | Jobbik                             | 5%                           | 3%                          | 10%                         | 11%                         |
| Tarlós István                      | Fidesz–KDNP                        | 41%                          | 38%                         | 37%                         | 33%                         |
| Falus Ferenc                       | Együtt–PM                          | 12%                          | 8%                          | 12%                         | –                           |
| Magyar György                      | Független jelölt                   | –                            | –                           | 3%                          | –                           |
| Nem döntötte el, nem szavaz, egyéb | Nem döntötte el, nem szavaz, egyéb | 33%                          | 36%                         | 31%                         | 35%                         |

Ács László (Zöldek), Galyas István (független) és Dr. Thürmer Gyula (Munkáspárt) nyilvántartásba vételét a Fővárosi Választási Bizottság elutasította, mert a leadott érvényes ajánlások száma nem érte el a szükséges ötezret.

### Budapesti listák
Fővárosi kompenzációs listák:
| Jelölő csoport | Jelöltek száma | Listavezető            |
| -------------- | -------------- | ---------------------- |
| DK             | 11             | Gy. Németh Erzsébet    |
| Jobbik         | 23             | Tokody Marcell Gergely |
| Együtt–PM      | 13             | Falus Ferenc           |
| Fidesz–KDNP    | 24             | Tarlós István          |
| LMP            | 21             | Csárdi Antal           |
| MSZP           | 12             | Horváth Csaba          |

## Részvétel
Tájékoztató adatok a választáson megjelentek számáról és arányáról (összevetve a 2010-es önkormányzati választás részvételi adataival)
| Napközbeni részvételi adatok | Napközbeni részvételi adatok | Napközbeni részvételi adatok |
| Időpont                      | Részvétel                    | +/- 2010 óta (%p)            |
| ---------------------------- | ---------------------------- | ---------------------------- |
| 07:00                        | 1,06%                        | 0,07                         |
| 09:00                        | 6,97%                        | 0,37                         |
| 11:00                        | 16,50%                       | 0,19                         |
| 13:00                        | 23,53%                       | 0,15                         |
| 15:00                        | 30,11%                       | 1,36                         |
| 17:30                        | 39,82%                       | 1,95                         |
| Összesen                     | 44,30%                       | 2,34                         |

|                                                 | Választó- jogosult | Szavazó   | Részvétel |
| ----------------------------------------------- | ------------------ | --------- | --------- |
| Alföld és Észak 9 megye és 10 megyei jogú város | 3 269 211          | 1 508 892 | 46,15%    |
| Dunántúl 9 megye és 12 megyei jogú város        | 2 501 208          | 1 098 781 | 43,93%    |
| Közép-Magyarország Pest megye, Érd és Budapest  | 2 399 985          | 1 011 613 | 42,15%    |
| Összesen                                        | 8 170 404          | 3 619 286 | 44,30%    |

|                     | Választó- jogosult | Szavazó   | Részvétel | Legnagyobb/legkisebb részvétel              |
| ------------------- | ------------------ | --------- | --------- | ------------------------------------------- |
| Megyei közgyűlések  | 5 121 116          | 2 403 451 | 46,93%    | Szabolcs-Szatmár-Bereg: 56,87% Pest: 41,17% |
| Megyei jogú városok | 1 646 917          | 611 244   | 37,11%    | Szeged: 46,72% Debrecen: 29,36%             |
| Budapest            | 1 402 371          | 604 591   | 43,11%    | XII. kerület: 51,27% VIII. kerület: 31,95%  |
| Összesen            | 8 170 404          | 3 619 286 | 44,30%    |                                             |

## Eredmények

### Megyei közgyűlések
A megyei közgyűlések választásain a meghatározó szerepet az országos pártok játszották.
Mindegyik megyében a Fidesz-KDNP listája kapta a legtöbb szavazatot (48-60%). Második helyen – egy megye kivételével – a Jobbik végzett (16-30%). Az MSZP – amely Csongrád megyében a második lett –  összességében a harmadik helyet szerezte meg (10-22%). A DK először vett részt önkormányzati választáson és három híján minden megyében be is jutott a közgyűlésbe.
A Somogyért Egyesület harmadik lett a megyéjében, ezzel a helyi szervezetek közül a legjelentősebb eredményt mutatva föl.
| Az érvényes szavazatok megoszlása a megyei közgyűlési választáson (áttekintő tábla, %) | Az érvényes szavazatok megoszlása a megyei közgyűlési választáson (áttekintő tábla, %) | Az érvényes szavazatok megoszlása a megyei közgyűlési választáson (áttekintő tábla, %) | Az érvényes szavazatok megoszlása a megyei közgyűlési választáson (áttekintő tábla, %) | Az érvényes szavazatok megoszlása a megyei közgyűlési választáson (áttekintő tábla, %) | Az érvényes szavazatok megoszlása a megyei közgyűlési választáson (áttekintő tábla, %) | Az érvényes szavazatok megoszlása a megyei közgyűlési választáson (áttekintő tábla, %) | Az érvényes szavazatok megoszlása a megyei közgyűlési választáson (áttekintő tábla, %) | Az érvényes szavazatok megoszlása a megyei közgyűlési választáson (áttekintő tábla, %) | Az érvényes szavazatok megoszlása a megyei közgyűlési választáson (áttekintő tábla, %) | Az érvényes szavazatok megoszlása a megyei közgyűlési választáson (áttekintő tábla, %) | Az érvényes szavazatok megoszlása a megyei közgyűlési választáson (áttekintő tábla, %) | Az érvényes szavazatok megoszlása a megyei közgyűlési választáson (áttekintő tábla, %) | Az érvényes szavazatok megoszlása a megyei közgyűlési választáson (áttekintő tábla, %) | Az érvényes szavazatok megoszlása a megyei közgyűlési választáson (áttekintő tábla, %) | Az érvényes szavazatok megoszlása a megyei közgyűlési választáson (áttekintő tábla, %) | Az érvényes szavazatok megoszlása a megyei közgyűlési választáson (áttekintő tábla, %) | Az érvényes szavazatok megoszlása a megyei közgyűlési választáson (áttekintő tábla, %) | Az érvényes szavazatok megoszlása a megyei közgyűlési választáson (áttekintő tábla, %) | Az érvényes szavazatok megoszlása a megyei közgyűlési választáson (áttekintő tábla, %) | Az érvényes szavazatok megoszlása a megyei közgyűlési választáson (áttekintő tábla, %) | Az érvényes szavazatok megoszlása a megyei közgyűlési választáson (áttekintő tábla, %) |
| -------------------------------------------------------------------------------------- | -------------------------------------------------------------------------------------- | -------------------------------------------------------------------------------------- | -------------------------------------------------------------------------------------- | -------------------------------------------------------------------------------------- | -------------------------------------------------------------------------------------- | -------------------------------------------------------------------------------------- | -------------------------------------------------------------------------------------- | -------------------------------------------------------------------------------------- | -------------------------------------------------------------------------------------- | -------------------------------------------------------------------------------------- | -------------------------------------------------------------------------------------- | -------------------------------------------------------------------------------------- | -------------------------------------------------------------------------------------- | -------------------------------------------------------------------------------------- | -------------------------------------------------------------------------------------- | -------------------------------------------------------------------------------------- | -------------------------------------------------------------------------------------- | -------------------------------------------------------------------------------------- | -------------------------------------------------------------------------------------- | -------------------------------------------------------------------------------------- | -------------------------------------------------------------------------------------- |
| Részvétel (%)                                                                          | Részvétel (%)                                                                          | Részvétel (%)                                                                          | 51                                                                                     | 43                                                                                     | 46                                                                                     | 52                                                                                     | 45                                                                                     | 44                                                                                     | 46                                                                                     | 46                                                                                     | 51                                                                                     | 44                                                                                     | 44                                                                                     | 55                                                                                     | 41                                                                                     | 51                                                                                     | 57                                                                                     | 49                                                                                     | 49                                                                                     | 45                                                                                     | 50                                                                                     |
| #.                                                                                     | Lista                                                                                  | Lista                                                                                  | BAR                                                                                    | BKK                                                                                    | BÉK                                                                                    | BAZ                                                                                    | CSO                                                                                    | FEJ                                                                                    | GYS                                                                                    | HJB                                                                                    | HEV                                                                                    | JNS                                                                                    | KME                                                                                    | NÓG                                                                                    | PES                                                                                    | SOM                                                                                    | SZB                                                                                    | TOL                                                                                    | VAS                                                                                    | VES                                                                                    | ZAL                                                                                    |
| 1.                                                                                     |                                                                                        | Fidesz–KDNP                                                                            | 50                                                                                     | 56                                                                                     | 55                                                                                     | 49                                                                                     | 48                                                                                     | 55                                                                                     | 60                                                                                     | 56                                                                                     | 48                                                                                     | 51                                                                                     | 53                                                                                     | 53                                                                                     | 49                                                                                     | 48                                                                                     | 58                                                                                     | 51                                                                                     | 58                                                                                     | 53                                                                                     | 58                                                                                     |
| 2.                                                                                     |                                                                                        | Jobbik                                                                                 | 17                                                                                     | 20                                                                                     | 21                                                                                     | 28                                                                                     | 19                                                                                     | 20                                                                                     | 19                                                                                     | 24                                                                                     | 30                                                                                     | 28                                                                                     | 18                                                                                     | 21                                                                                     | 18                                                                                     | 19                                                                                     | 21                                                                                     | 18                                                                                     | 16                                                                                     | 20                                                                                     | 24                                                                                     |
| 3.                                                                                     |                                                                                        | MSZP                                                                                   | 16                                                                                     | 13                                                                                     | 14                                                                                     | 18                                                                                     | 22                                                                                     | 10                                                                                     | 13                                                                                     | 13                                                                                     | 15                                                                                     | 13                                                                                     | 15                                                                                     | 15                                                                                     | 12                                                                                     | 10                                                                                     | 12                                                                                     | 12                                                                                     | 15                                                                                     | 17                                                                                     | 10                                                                                     |
| 4.                                                                                     |                                                                                        | DK                                                                                     | 5                                                                                      | 6                                                                                      | 6                                                                                      | 5                                                                                      | 3                                                                                      | 6                                                                                      | 7                                                                                      | 7                                                                                      | 6                                                                                      | 6                                                                                      | 10                                                                                     | 5                                                                                      | 8                                                                                      | 6                                                                                      | 2                                                                                      | 7                                                                                      | 4                                                                                      | 5                                                                                      | 6                                                                                      |
| 5.                                                                                     |                                                                                        | LMP                                                                                    | 5                                                                                      | 6                                                                                      |                                                                                        |                                                                                        | 4                                                                                      |                                                                                        |                                                                                        |                                                                                        |                                                                                        |                                                                                        |                                                                                        |                                                                                        | 8                                                                                      |                                                                                        |                                                                                        | 4                                                                                      |                                                                                        |                                                                                        |                                                                                        |
| 6.                                                                                     |                                                                                        | Együtt                                                                                 | 3                                                                                      |                                                                                        | 4                                                                                      |                                                                                        | 1                                                                                      | 3                                                                                      |                                                                                        |                                                                                        |                                                                                        |                                                                                        | 5                                                                                      | 2                                                                                      | 4                                                                                      | 2                                                                                      |                                                                                        | 2                                                                                      |                                                                                        | 4                                                                                      | 3                                                                                      |
|                                                                                        |                                                                                        | Munkáspárt                                                                             |                                                                                        |                                                                                        |                                                                                        |                                                                                        |                                                                                        | 1                                                                                      |                                                                                        |                                                                                        |                                                                                        | 2                                                                                      |                                                                                        | 3                                                                                      |                                                                                        |                                                                                        |                                                                                        |                                                                                        |                                                                                        |                                                                                        |                                                                                        |
|                                                                                        |                                                                                        | JESZ                                                                                   |                                                                                        |                                                                                        |                                                                                        |                                                                                        |                                                                                        |                                                                                        |                                                                                        |                                                                                        |                                                                                        |                                                                                        |                                                                                        |                                                                                        |                                                                                        | 0                                                                                      |                                                                                        |                                                                                        |                                                                                        |                                                                                        | 1                                                                                      |
|                                                                                        |                                                                                        |                                                                                        |                                                                                        |                                                                                        |                                                                                        |                                                                                        |                                                                                        |                                                                                        |                                                                                        |                                                                                        |                                                                                        |                                                                                        |                                                                                        |                                                                                        |                                                                                        |                                                                                        |                                                                                        |                                                                                        |                                                                                        |                                                                                        |                                                                                        |
|                                                                                        | A csak egy megyében induló listák                                                      | A csak egy megyében induló listák                                                      | Somogyért                                                                              | Somogyért                                                                              | Somogyért                                                                              | Somogyért                                                                              | Somogyért                                                                              | Somogyért                                                                              | Somogyért                                                                              | Somogyért                                                                              | Somogyért                                                                              | Somogyért                                                                              | Somogyért                                                                              | Somogyért                                                                              | Somogyért                                                                              | 14                                                                                     |                                                                                        |                                                                                        | 7                                                                                      | PVME                                                                                   | PVME                                                                                   |
| NagyCsaládokRuzsa                                                                      | NagyCsaládokRuzsa                                                                      | NagyCsaládokRuzsa                                                                      | NagyCsaládokRuzsa                                                                      | 3                                                                                      | 4                                                                                      | FETE                                                                                   | FETE                                                                                   | FETE                                                                                   | FETE                                                                                   | Összefogás SzSzB                                                                       | Összefogás SzSzB                                                                       | Összefogás SzSzB                                                                       | Összefogás SzSzB                                                                       | 6                                                                                      | 7                                                                                      | Néppárt                                                                                | Néppárt                                                                                | Néppárt                                                                                |                                                                                        |                                                                                        |                                                                                        |
| 3                                                                                      | A csak egy megyében induló listák                                                      | A csak egy megyében induló listák                                                      | NyBMK                                                                                  | NyBMK                                                                                  | Szociáldemokraták                                                                      | Szociáldemokraták                                                                      | Szociáldemokraták                                                                      | Szociáldemokraták                                                                      | Szociáldemokraták                                                                      | 1                                                                                      | SPE                                                                                    | SPE                                                                                    | SPE                                                                                    | SPE                                                                                    | 1                                                                                      | 1                                                                                      | Nyugodt Hétköznap                                                                      | Nyugodt Hétköznap                                                                      | Nyugodt Hétköznap                                                                      | Nyugodt Hétköznap                                                                      |                                                                                        |

| Jelmagyarázat                                                | Jelmagyarázat | Jelmagyarázat | Jelmagyarázat | Jelmagyarázat | Jelmagyarázat | Jelmagyarázat |
| ------------------------------------------------------------ | ------------- | ------------- | ------------- | ------------- | ------------- | ------------- |
| Helyezés                                                     | 1.            | 2.            | 3.            | 4.            | 5.            | 6.-           |
| vastag betű - közgyűlési többség                             |               |               |               |               |               |               |
| az elválasztó vonal alatti listák csak egy megyében indultak |               |               |               |               |               |               |

| A megszerzett megyei közgyűlési helyek | A megszerzett megyei közgyűlési helyek | A megszerzett megyei közgyűlési helyek | A megszerzett megyei közgyűlési helyek | A megszerzett megyei közgyűlési helyek | A megszerzett megyei közgyűlési helyek | A megszerzett megyei közgyűlési helyek | A megszerzett megyei közgyűlési helyek | A megszerzett megyei közgyűlési helyek | A megszerzett megyei közgyűlési helyek | A megszerzett megyei közgyűlési helyek | A megszerzett megyei közgyűlési helyek | A megszerzett megyei közgyűlési helyek | A megszerzett megyei közgyűlési helyek | A megszerzett megyei közgyűlési helyek | A megszerzett megyei közgyűlési helyek | A megszerzett megyei közgyűlési helyek | A megszerzett megyei közgyűlési helyek | A megszerzett megyei közgyűlési helyek | A megszerzett megyei közgyűlési helyek | A megszerzett megyei közgyűlési helyek | A megszerzett megyei közgyűlési helyek | A megszerzett megyei közgyűlési helyek |
| -------------------------------------- | -------------------------------------- | -------------------------------------- | -------------------------------------- | -------------------------------------- | -------------------------------------- | -------------------------------------- | -------------------------------------- | -------------------------------------- | -------------------------------------- | -------------------------------------- | -------------------------------------- | -------------------------------------- | -------------------------------------- | -------------------------------------- | -------------------------------------- | -------------------------------------- | -------------------------------------- | -------------------------------------- | -------------------------------------- | -------------------------------------- | -------------------------------------- | -------------------------------------- |
| Közgyűlés létszáma                     | Közgyűlés létszáma                     | Közgyűlés létszáma                     | 19                                     | 24                                     | 18                                     | 29                                     | 20                                     | 20                                     | 21                                     | 24                                     | 15                                     | 19                                     | 15                                     | 15                                     | 43                                     | 16                                     | 25                                     | 15                                     | 15                                     | 17                                     | 15                                     | 385                                    |
| #.                                     | Lista                                  | Lista                                  | BAR                                    | BKK                                    | BÉK                                    | BAZ                                    | CSO                                    | FEJ                                    | GYS                                    | HJB                                    | HEV                                    | JNS                                    | KME                                    | NÓG                                    | PES                                    | SOM                                    | SZB                                    | TOL                                    | VAS                                    | VES                                    | ZAL                                    | ∑                                      |
| 1.                                     |                                        | Fidesz–KDNP                            | 11                                     | 14                                     | 11                                     | 15                                     | 11                                     | 13                                     | 14                                     | 14                                     | 8                                      | 11                                     | 9                                      | 9                                      | 23                                     | 9                                      | 16                                     | 8                                      | 10                                     | 10                                     | 9                                      | 225                                    |
| 2.                                     |                                        | Jobbik                                 | 3                                      | 5                                      | 4                                      | 8                                      | 4                                      | 4                                      | 4                                      | 6                                      | 4                                      | 5                                      | 3                                      | 3                                      | 8                                      | 3                                      | 5                                      | 3                                      | 2                                      | 3                                      | 4                                      | 81                                     |
| 3.                                     |                                        | MSZP                                   | 3                                      | 3                                      | 2                                      | 5                                      | 5                                      | 2                                      | 2                                      | 3                                      | 2                                      | 2                                      | 2                                      | 2                                      | 5                                      | 1                                      | 3                                      | 2                                      | 2                                      | 3                                      | 1                                      | 50                                     |
| 4.                                     |                                        | DK                                     | 1                                      | 1                                      | 1                                      | 1                                      |                                        | 1                                      | 1                                      | 1                                      | 1                                      | 1                                      | 1                                      | 1                                      | 4                                      | 1                                      |                                        | 1                                      |                                        | 1                                      | 1                                      | 19                                     |
| 5.                                     |                                        | LMP                                    | 1                                      | 1                                      |                                        |                                        |                                        |                                        |                                        |                                        |                                        |                                        |                                        |                                        | 3                                      |                                        |                                        |                                        |                                        |                                        |                                        | 5                                      |
|                                        |                                        |                                        |                                        |                                        |                                        |                                        |                                        |                                        |                                        |                                        |                                        |                                        |                                        |                                        |                                        |                                        |                                        |                                        |                                        |                                        |                                        |                                        |
|                                        |                                        | Somogyért                              |                                        |                                        |                                        |                                        |                                        |                                        |                                        |                                        |                                        |                                        |                                        |                                        |                                        | 2                                      |                                        |                                        |                                        |                                        |                                        | 2                                      |
|                                        |                                        | PVME                                   |                                        |                                        |                                        |                                        |                                        |                                        |                                        |                                        |                                        |                                        |                                        |                                        |                                        |                                        |                                        |                                        | 1                                      |                                        |                                        | 1                                      |
|                                        |                                        | Összefogás SzSzB                       |                                        |                                        |                                        |                                        |                                        |                                        |                                        |                                        |                                        |                                        |                                        |                                        |                                        |                                        | 1                                      |                                        |                                        |                                        |                                        | 1                                      |
|                                        |                                        | Néppárt                                |                                        |                                        |                                        |                                        |                                        |                                        |                                        |                                        |                                        |                                        |                                        |                                        |                                        |                                        |                                        | 1                                      |                                        |                                        |                                        | 1                                      |
| Forrás: Nemzeti Választási Iroda       |                                        |                                        |                                        |                                        |                                        |                                        |                                        |                                        |                                        |                                        |                                        |                                        |                                        |                                        |                                        |                                        |                                        |                                        |                                        |                                        |                                        |                                        |

#### Közgyűlési elnökök
| Megye                  | Elnök               | Elnök  | Elnök       | Megválasztás | Megválasztás | Megválasztás | Forrás        |
| Megye                  | neve                | pártja | pártja      | napja        | aránya       | aránya       | Forrás        |
| ---------------------- | ------------------- | ------ | ----------- | ------------ | ------------ | ------------ | ------------- |
| Baranya                | Nagy Csaba          |        | Fidesz–KDNP | okt. 21.     | 100,00%      | 19/19        | [ 19 ]        |
| Bács-Kiskun            | Rideg László        |        | Fidesz–KDNP | okt. 22.     | 91,67%       | 22/24        | [ 20 ] [ 21 ] |
| Békés                  | Zalai Mihály        |        | Fidesz–KDNP | okt. 27.     | 83,33%       | 15/18        | [ 22 ]        |
| Borsod-Abaúj-Zemplén   | Török Dezső         |        | Fidesz–KDNP | okt. 22.     | 72,41%       | 21/29        | [ 23 ]        |
| Csongrád               | Kakas Béla          |        | Fidesz–KDNP | nov. 21.     | 85,00%       | 17/20        | [ 24 ]        |
| Fejér                  | Molnár Krisztián    |        | Fidesz–KDNP | okt. 21.     | 100,00%      | 20/20        | [ 25 ]        |
| Győr-Moson-Sopron      | Németh Zoltán       |        | Fidesz–KDNP | okt. 21.     | 66,67%       | 14/21        | [ 26 ]        |
| Hajdú-Bihar            | Pajna Zoltán        |        | Fidesz–KDNP | okt. 21.     | 75,00%       | 18/24        | [ 27 ]        |
| Heves                  | Szabó Róbert        |        | Fidesz–KDNP | okt. 27.     | 100,00%      | 15/15        | [ 28 ]        |
| Jász-Nagykun-Szolnok   | Kovács Sándor       |        | Fidesz–KDNP | okt. 29.     | 84,21%       | 16/19        | [ 29 ]        |
| Komárom-Esztergom      | Popovics György     |        | Fidesz–KDNP | okt. 20.     | 80,00%       | 12/15        | [ 30 ]        |
| Nógrád                 | Skuczi Nándor Tibor |        | Fidesz–KDNP | okt. 22.     | 60,00%       | 9/15         | [ 31 ]        |
| Pest                   | Szabó István        |        | Fidesz–KDNP | okt. 21.     | 90,70%       | 39/43        | [ 32 ]        |
| Somogy                 | Jákó Gergely        |        | Fidesz–KDNP | okt. 22.     | 81,25%       | 13/16        | [ 33 ]        |
| Szabolcs-Szatmár-Bereg | Seszták Oszkár      |        | Fidesz–KDNP | okt. 21.     | 88,00%       | 22/25        | [ 34 ]        |
| Tolna                  | Fehérvári Tamás     |        | Fidesz–KDNP | okt. 21.     | 73,33%       | 11/15        | [ 35 ]        |
| Vas                    | Majthényi László    |        | Fidesz–KDNP | okt. 22.     | 100,00%      | 15/15        | [ 36 ]        |
| Veszprém               | Polgárdy Imre       |        | Fidesz–KDNP | okt. 22.     | 100,00%      | 16/16*       | [ 37 ]        |
| Zala                   | Pál Attila          |        | Fidesz–KDNP | okt. 27.     | 86,67%       | 13/15        | [ 38 ]        |

### Megyei jogú városok
| Részvételi adatok a megyei jogú városokban | Részvételi adatok a megyei jogú városokban | Részvételi adatok a megyei jogú városokban | Részvételi adatok a megyei jogú városokban | Részvételi adatok a megyei jogú városokban | Részvételi adatok a megyei jogú városokban | Részvételi adatok a megyei jogú városokban |
| Város                                      | Lakó 2014.jan.1.                           | Választó- jogosult                         | Szavazó                                    | Szavazó                                    | Érvényes szavazat                          | Érvény- telen                              |
| Város                                      | Lakó 2014.jan.1.                           | Választó- jogosult                         | fő                                         | %                                          | Érvényes szavazat                          | Érvény- telen                              |
| ------------------------------------------ | ------------------------------------------ | ------------------------------------------ | ------------------------------------------ | ------------------------------------------ | ------------------------------------------ | ------------------------------------------ |
| Békéscsaba                                 | 61 363                                     | 51 521                                     | 20 340                                     | 39,48%                                     | 20 000                                     | 1,67%                                      |
| Debrecen                                   | 203 062                                    | 167 577                                    | 49 198                                     | 29,36%                                     | 48 496                                     | 1,43%                                      |
| Dunaújváros                                | 47 811                                     | 40 367                                     | 15 562                                     | 38,55%                                     | 14 958                                     | 3,88%                                      |
| Eger                                       | 53 956                                     | 45 039                                     | 18 625                                     | 41,35%                                     | 18 430                                     | 1,05%                                      |
| Érd                                        | 64 862                                     | 52 813                                     | 18 002                                     | 34,09%                                     | 17 673                                     | 1,83%                                      |
| Győr                                       | 125 709                                    | 104 049                                    | 34 215                                     | 32,88%                                     | 33 764                                     | 1,32%                                      |
| Hódmezővásárhely                           | 45 805                                     | 37 508                                     | 13 647                                     | 36,38%                                     | 13 370                                     | 2,03%                                      |
| Kaposvár                                   | 65 454                                     | 53 824                                     | 18 460                                     | 34,30%                                     | 18 281                                     | 0,97%                                      |
| Kecskemét                                  | 111 877                                    | 90 532                                     | 27 742                                     | 30,64%                                     | 26 860                                     | 3,18%                                      |
| Miskolc                                    | 162 593                                    | 133 703                                    | 60 117                                     | 44,96%                                     | 59 547                                     | 0,95%                                      |
| Nagykanizsa                                | 48 679                                     | 40 780                                     | 12 421                                     | 30,46%                                     | 12 261                                     | 1,29%                                      |
| Nyíregyháza                                | 118 883                                    | 96 863                                     | 35 993                                     | 37,16%                                     | 35 613                                     | 1,06%                                      |
| Pécs                                       | 151 271                                    | 125 606                                    | 43 046                                     | 34,27%                                     | 42 340                                     | 1,65%                                      |
| Salgótarján                                | 37 912                                     | 31 365                                     | 12 808                                     | 40,84%                                     | 12 538                                     | 2,11%                                      |
| Sopron                                     | 58 514                                     | 48 372                                     | 21 004                                     | 43,42%                                     | 20 678                                     | 1,55%                                      |
| Szeged                                     | 164 860                                    | 137 692                                    | 64 325                                     | 46,72%                                     | 63 638                                     | 1,07%                                      |
| Székesfehérvár                             | 99 237                                     | 82 656                                     | 31 166                                     | 37,71%                                     | 30 686                                     | 1,54%                                      |
| Szekszárd                                  | 33 888                                     | 28 209                                     | 11 877                                     | 42,10%                                     | 11 731                                     | 1,23%                                      |
| Szolnok                                    | 72 548                                     | 60 237                                     | 21 973                                     | 36,48%                                     | 21 654                                     | 1,45%                                      |
| Szombathely                                | 77 646                                     | 64 458                                     | 29 000                                     | 44,99%                                     | 28 706                                     | 1,01%                                      |
| Tatabánya                                  | 69 663                                     | 56 914                                     | 17 650                                     | 31,01%                                     | 17 374                                     | 1,56%                                      |
| Veszprém                                   | 57 332                                     | 47 653                                     | 17 138                                     | 35,96%                                     | 16 949                                     | 1,10%                                      |
| Zalaegerszeg                               | 58 776                                     | 49 179                                     | 16 935                                     | 34,44%                                     | 16 737                                     | 1,17%                                      |
| Összesen                                   | 2 057 050                                  | 1 646 917                                  | 611 244                                    | 37,11%                                     | 602 284                                    | 1,49%                                      |

#### Megyei jogú városok polgármesterei
| Város               | Megválasztott polgármester | Megválasztott polgármester | Megválasztott polgármester  | Szavazat | Szavazat | Szavazat | Előny a 2. előtt (%p) |
| Város               | név                        | párt                       | párt                        | db       | Jog.%    | Érv.%    | Előny a 2. előtt (%p) |
| ------------------- | -------------------------- | -------------------------- | --------------------------- | -------- | -------- | -------- | --------------------- |
| Békéscsaba          | Szarvas Péter              |                            | –                           | 8 386    | 16,28%   | 41,93%   | 7,37                  |
| Debrecen            | Papp László                |                            | Fidesz–KDNP                 | 27 357   | 16,33%   | 56,41%   | 40,95                 |
| Dunaújváros         | Cserna Gábor               |                            | Fidesz–KDNP                 | 6 782    | 16,80%   | 45,34%   | 12,09                 |
| Eger                | Habis László               |                            | Fidesz–KDNP                 | 7 059    | 15,67%   | 38,30%   | 12,30                 |
| Érd                 | T. Mészáros András         |                            | Fidesz–KDNP                 | 8 247    | 15,62%   | 46,66%   | 13,58                 |
| Győr                | Borkai Zsolt               |                            | Fidesz–KDNP                 | 20 604   | 19,80%   | 61,02%   | 47,39                 |
| Hódmezővásárhely    | Almási István              |                            | Fidesz–KDNP                 | 8 160    | 21,76%   | 61,03%   | 43,92                 |
| Kaposvár            | Szita Károly               |                            | Fidesz–KDNP                 | 11 986   | 22,27%   | 65,57%   | 45,03                 |
| Kecskemét           | Szemereyné Pataki Klaudia  |                            | Fidesz–KDNP                 | 15 930   | 17,60%   | 59,31%   | 36,76                 |
| Miskolc             | Kriza Ákos                 |                            | Fidesz–KDNP                 | 25 231   | 18,87%   | 42,37%   | 9,11                  |
| Nagykanizsa         | Dénes Sándor               |                            | Fidesz–KDNP                 | 6 145    | 15,07%   | 50,12%   | 36,70                 |
| Nyíregyháza         | Kovács Ferenc              |                            | Fidesz–KDNP                 | 16 864   | 17,41%   | 47,35%   | 17,05                 |
| Pécs                | Páva Zsolt                 |                            | Fidesz–KDNP                 | 16 631   | 13,24%   | 39,28%   | 11,26                 |
| Salgótarján         | Dóra Ottó                  |                            | MSZP–DK–Együtt–TVE-ST       | 5 376    | 17,14%   | 42,88%   | 0,40                  |
| Sopron              | Fodor Tamás                |                            | Fidesz–KDNP                 | 9 510    | 19,66%   | 45,99%   | 3,07                  |
| Szeged              | Botka László               |                            | MSZP–DK–Együtt–PM–Szegedért | 37 047   | 26,91%   | 58,22%   | 21,34                 |
| Székesfehérvár      | Cser-Palkovics András      |                            | Fidesz                      | 19 794   | 23,95%   | 64,50%   | 41,79                 |
| Szekszárd           | Ács Rezső                  |                            | Fidesz–KDNP                 | 5 469    | 19,39%   | 46,62%   | 4,92                  |
| Szolnok             | Szalay Ferenc              |                            | Fidesz–KDNP                 | 11 483   | 19,06%   | 53,03%   | 25,72                 |
| Szombathely         | Puskás Tivadar             |                            | Fidesz–KDNP                 | 12 582   | 19,52%   | 43,83%   | 1,95                  |
| Tatabánya           | Schmidt Csaba              |                            | Fidesz–KDNP                 | 9 491    | 16,68%   | 54,63%   | 21,88                 |
| Veszprém            | Porga Gyula                |                            | Fidesz–KDNP                 | 9 133    | 19,17%   | 53,89%   | 22,11                 |
| Zalaegerszeg        | Balaicz Zoltán             |                            | Fidesz–KDNP                 | 10 639   | 21,63%   | 63,57%   | 52,44                 |
| Összesen ill. átlag | Összesen ill. átlag        |                            |                             | 309 906  | 18,82%   | 51,46%   |                       |

Jelmagyarázat: A polgármesterek oszlopban a dőlt betűvel írt nevek az újraválasztott polgármestereket jelölik. A százalékos adatok között a dőlten írt számok a legkisebb, a vastagon írt számok a legnagyobb értéket jelölik az adott oszlopban.

### Budapest főváros
Három szavazóra négy távolmaradó jutott.
Az 1,4 millió szavazásra jogosult polgárból hatszázezer vett részt a választáson (43%). (Ez alig maradt el a négy évvel korábbitól. Ennél alacsonyabb a fővárosi részvétel csak 1994-ben és 1990-ben volt.)
A részvételi arány a XII. kerületben volt a legmagasabb (51%), a legalacsonyabb pedig a VIII. kerületben (32%).
A főpolgármester-választáson több mint tizenkétezren szavaztak érvénytelenül (2,0%).
|                                  |                                  |           | jogosultak arányában | szavazók arányában |
| -------------------------------- | -------------------------------- | --------- | -------------------- | ------------------ |
| Választójogosult                 | Választójogosult                 | 1 402 371 |                      |                    |
| Szavazó                          | Szavazó                          | 604 591   | 43,11%               |                    |
| érvényes szavazólap              | érvényes szavazólap              | 592 468   | 42,25%               | 97,99%             |
| érvénytelen / hiányzó szavazólap | érvénytelen / hiányzó szavazólap | 12 123    | 0,86%                | 2,01%              |
| Távolmaradó                      | Távolmaradó                      | 797 780   | 56,89%               |                    |

#### Fővárosi kerületek
| Részvételi adatok kerületi bontásban | Részvételi adatok kerületi bontásban | Részvételi adatok kerületi bontásban | Részvételi adatok kerületi bontásban | Részvételi adatok kerületi bontásban | Részvételi adatok kerületi bontásban | Részvételi adatok kerületi bontásban |
| Kerület                              | Lakó 2014.jan.1.                     | Választó- jogosult                   | Szavazó                              | Szavazó                              | Érvényes szavazat                    | Érvény- telen                        |
| Kerület                              | Lakó 2014.jan.1.                     | Választó- jogosult                   | fő                                   | %                                    | Érvényes szavazat                    | Érvény- telen                        |
| ------------------------------------ | ------------------------------------ | ------------------------------------ | ------------------------------------ | ------------------------------------ | ------------------------------------ | ------------------------------------ |
| I.                                   | 25 670                               | 22 027                               | 10 861                               | 49,31%                               | 10 653                               | 1,92%                                |
| II.                                  | 87 310                               | 71 489                               | 36 330                               | 50,82%                               | 35 888                               | 1,22%                                |
| III.                                 | 123 741                              | 103 183                              | 45 368                               | 43,97%                               | 44 324                               | 2,30%                                |
| IV.                                  | 97 764                               | 81 289                               | 35 113                               | 43,20%                               | 34 815                               | 0,85%                                |
| V.                                   | 25 944                               | 22 709                               | 10 468                               | 47,41%                               | 10 309                               | 1,52%                                |
| VI.                                  | 36 516                               | 31 740                               | 11 751                               | 37,02%                               | 11 525                               | 1,92%                                |
| VII.                                 | 53 288                               | 45 892                               | 16 400                               | 35,74%                               | 16 046                               | 2,16%                                |
| VIII.                                | 69 060                               | 59 245                               | 18 930                               | 31,95%                               | 18 670                               | 1,37%                                |
| IX.                                  | 54 694                               | 46 586                               | 18 115                               | 38,89%                               | 17 895                               | 1,21%                                |
| X.                                   | 74 218                               | 61 874                               | 21 791                               | 35,22%                               | 21 395                               | 1,82%                                |
| XI.                                  | 132 872                              | 111 147                              | 55 887                               | 50,28%                               | 55 251                               | 1,14%                                |
| XII.                                 | 58 452                               | 48 060                               | 24 642                               | 51,27%                               | 24 264                               | 1,53%                                |
| XIII.                                | 110 405                              | 94 667                               | 40 808                               | 43,11%                               | 40 283                               | 1,29%                                |
| XIV.                                 | 114 065                              | 95 859                               | 43 297                               | 45,17%                               | 42 616                               | 1,57%                                |
| XV.                                  | 78 853                               | 66 583                               | 26 160                               | 39,29%                               | 25 734                               | 1,63%                                |
| XVI.                                 | 71 183                               | 58 050                               | 26 922                               | 46,38%                               | 26 569                               | 1,31%                                |
| XVII.                                | 86 868                               | 71 549                               | 29 596                               | 41,36%                               | 29 148                               | 1,51%                                |
| XVIII.                               | 99 398                               | 81 803                               | 35 564                               | 43,48%                               | 35 065                               | 1,40%                                |
| XIX.                                 | 59 258                               | 49 594                               | 23 104                               | 46,59%                               | 22 887                               | 0,94%                                |
| XX.                                  | 63 844                               | 53 424                               | 19 999                               | 37,43%                               | 19 697                               | 1,51%                                |
| XXI.                                 | 75 053                               | 62 688                               | 26 287                               | 41,93%                               | 25 794                               | 1,88%                                |
| XXII.                                | 53 734                               | 44 066                               | 18 840                               | 42,75%                               | 18 577                               | 1,40%                                |
| XXIII.                               | 22 091                               | 18 847                               | 8 358                                | 44,35%                               | 8 211                                | 1,76%                                |
| Összesen                             | 1 674 281                            | 1 402 371                            | 604 591                              | 43,11%                               | 595 616                              | 1,48%                                |

##### Kerületi polgármesterek
Túlnyomó többségben a hivatalban lévő polgármesterek nyertek – szám szerint tizennyolcan. Öt kerületben nem indult újra a regnáló városvezető, itt három esetben az ellenkező oldal jelöltje nyert, két esetben pedig a korábbi politikai tábor berkein belül maradt polgármesteri cím.
| Kerület             | Megválasztott polgármester | Megválasztott polgármester | Megválasztott polgármester | Szavazat | Szavazat             | Szavazat                      | Előny a 2. előtt (%p) |
| Kerület             | név                        | párt                       | párt                       | db       | jogosultak arányában | érvényes szavazatok arányában | Előny a 2. előtt (%p) |
| ------------------- | -------------------------- | -------------------------- | -------------------------- | -------- | -------------------- | ----------------------------- | --------------------- |
| I.                  | Nagy Gábor Tamás           |                            | Fidesz-KDNP                | 5 914    | 26,85%               | 55,51%                        | 45,24                 |
| II.                 | Láng Zsolt                 |                            | Fidesz-KDNP                | 18 733   | 26,20%               | 52,20%                        | 28,70                 |
| III.                | Bús Balázs                 |                            | Fidesz-KDNP                | 23 615   | 22,89%               | 53,28%                        | 25,26                 |
| IV.                 | Wintermantel Zsolt         |                            | Fidesz-KDNP                | 18 276   | 22,48%               | 52,49%                        | 16,71                 |
| V.                  | Szentgyörgyvölgyi Péter    |                            | Fidesz-KDNP                | 5 621    | 25,46%               | 54,53%                        | 24,26                 |
| VI.                 | Hassay Zsófia              |                            | Fidesz-KDNP                | 5 686    | 17,91%               | 49,34%                        | 16,55                 |
| VII.                | Vattamány Zsolt            |                            | Fidesz-KDNP                | 7 089    | 15,45%               | 44,18%                        | 12,07                 |
| VIII.               | Kocsis Máté                |                            | Fidesz-KDNP                | 10 674   | 18,02%               | 57,17%                        | 43,30                 |
| IX.                 | Bácskai János              |                            | Fidesz-KDNP                | 7 954    | 17,07%               | 44,45%                        | 1,31                  |
| X.                  | Kovács Róbert              |                            | Fidesz-KDNP                | 10 585   | 17,11%               | 49,47%                        | 16,58                 |
| XI.                 | Hoffmann Tamás             |                            | Fidesz-KDNP                | 25 777   | 23,19%               | 46,65%                        | 5,25                  |
| XII.                | Pokorni Zoltán             |                            | Fidesz-KDNP                | 13 893   | 28,91%               | 57,26%                        | 46,13                 |
| XIII.               | Tóth József                |                            | MSZP                       | 28 140   | 29,73%               | 69,86%                        | 47,27                 |
| XIV.                | Karácsony Gergely          |                            | Együtt-PM                  | 18 126   | 18,91%               | 42,53%                        | 2,84                  |
| XV.                 | Hajdu László               |                            | DK                         | 11 294   | 16,96%               | 43,89%                        | 2,87                  |
| XVI.                | Kovács Péter               |                            | Fidesz-KDNP                | 16 064   | 27,67%               | 60,46%                        | 50,76                 |
| XVII.               | Riz Levente                |                            | Fidesz-KDNP                | 18 887   | 26,40%               | 64,80%                        | 45,11                 |
| XVIII.              | Ughy Attila                |                            | Fidesz-KDNP                | 15 202   | 18,58%               | 43,35%                        | 8,16                  |
| XIX.                | Gajda Péter                |                            | MSZP                       | 13 858   | 27,94%               | 60,55%                        | 29,02                 |
| XX.                 | Szabados Ákos              |                            | MSZP-DK-Együtt-PM          | 10 564   | 19,77%               | 53,63%                        | 18,97                 |
| XXI.                | Borbély Lénárd             |                            | Fidesz-KDNP                | 12 158   | 19,39%               | 47,13%                        | 11,53                 |
| XXII.               | Karsay Ferenc              |                            | Fidesz-KDNP                | 8 964    | 20,34%               | 48,25%                        | 32,98                 |
| XXIII.              | Geiger Ferenc              |                            | Civil Szervezetek          | 3 061    | 16,24%               | 37,28%                        | 10,86                 |
| Összesen ill. átlag | Összesen ill. átlag        |                            |                            | 310 135  | 22,12%               | 52,07%                        | 22,72                 |

Jelmagyarázat: a dőlt betűvel írt nevek az újraválasztott polgármestereket jelölik. A százalékos adatoknál a dőlten írt számok a legkisebb, a vastagon írt számok pedig a legnagyobb adatot jelölik az adott oszlopban.

##### Viták az eredmények körül
- A XV. kerületi helyi választási bizottság október 16-án a Fidesz és polgármester-jelöltje, Pintér Gábor által benyújtott kifogásnak helyt adva a polgármester-választás eredményét megsemmisítette, azzal az indokkal, hogy a DK által jelölt Hajdú László és pártja megsértette a választási törvényt, mert plakátjain és az interneten több párt logóját feltüntette.[45] A DK október 17-én megfellebbezte a döntést a Fővárosi Választási Bizottságnál,[46] mely 20-án a fellebbezést elfogadta, és jogsértést nem állapított meg, ezért a Fidesz kifogását elutasította és a hvb határozatát megváltoztatta.[47] Az FVB határozata ellen a Fidesz és Pintér Gábor bírósági felülvizsgálati kérelmet nyújtott be, de azt a Fővárosi Ítélőtábla október 26-án alaptalannak találta és a határozatot helyben hagyta, ezzel a polgármester-választás eredménye jogerőre emelkedett.[48]

#### Fővárosi közgyűlés
Mandátumok a Fővárosi Közgyűlésben:
| Párt              | Főpolg.m. | Polgárm. | Komp. lista | Összesen |
| ----------------- | --------- | -------- | ----------- | -------- |
| Fidesz–KDNP       | 1         | 17       | 2           | 20       |
| MSZP              |           | 2        | 3           | 5        |
| Együtt–PM         |           | 1        | 1           | 2        |
| DK                |           | 1        | 1           | 2        |
| MSZP–Együtt-PM–DK |           | 1        |             | 1        |
| Civil szervezetek |           | 1        |             | 1        |
| Jobbik            |           |          | 1           | 1        |
| LMP               |           |          | 1           | 1        |
| Összesen          | 1         | 23       | 9           | 33       |

#### Főpolgármester

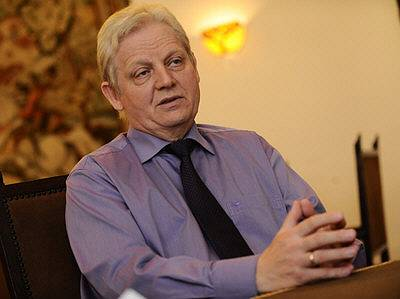
Tarlós István

A főpolgármester-választás eredménye:
| Jelölt        | Párt        | Szavazat | Arány  |
| ------------- | ----------- | -------- | ------ |
| Tarlós István | Fidesz–KDNP | 290 675  | 49,06% |
| Bokros Lajos  | MOMA        | 213 550  | 36,04% |
| Staudt Gábor  | Jobbik      | 42 093   | 7,10%  |
| Csárdi Antal  | LMP         | 33 689   | 5,69%  |
| Bodnár Zoltán | MLP         | 12 461   | 2,10%  |

## Érdekességek
- Jelölt hiányában, illetve visszalépés miatt nem lehetett megtartani a polgármester-választást Aparhanton, Daraboshegyen, Nemesvitán, Tanakajdon, Udvariban és Valkonyán. Ezeken a településeken időközi választást kell tartani négy hónapon belül, addig a jelenlegi polgármester marad hivatalban.[50]
- Magyarország legkisebb településén, Iborfián, -  ahol a névjegyzékben mindössze 14-en szerepelnek - két jelölt is indult a polgármesteri címért, és 3 a két képviselői helyért. Így összesen 5 jelölt volt, vagyis a lakosok 42%-a indult a választáson. Végül az addigi polgármester, Lakatos József győzött: 8 szavazatot kapott 4 ellenében.[51]